# Lauri Parkkinen
Lauri Rikhard Parkkinen, detto Lassi (Varkaus, 8 maggio 1917 – Espoo, 3 ottobre 1994), è stato un pattinatore di velocità su ghiaccio finlandese.

## Palmarès

### Olimpiadi invernali
- Argento a Sankt Moritz 1948 nei 10000 metri.

### Mondiali - Completi
- Oro a Oslo 1947.
- Argento a Hamar 1952.